# Live in Bischofswerda
Live in Bischofswerda – pierwsze VHS norweskiej grupy black metalowej Mayhem. Występ zarejestrowano w roku 1997, podczas koncertu w Bischofswerda we wschodnich Niemczech. Nagranie zostało wydane rok później przez Misanthropy Records.

## Lista utworów
Opracowano na podstawie materiału źródłowego.
| Nr | Tytuł utworu         | Długość |
| -- | -------------------- | ------- |
| 1. | „Funeral Fog”        | 05:24   |
| 2. | „Fall Of Seraphs”    | 06:16   |
| 3. | „Carnage”            | 03:53   |
| 4. | „Necrolust”          | 03:37   |
| 5. | „Deathcrush”         | 03:20   |
| 6. | „From The Dark Past” | 05:04   |
| 7. | „Chainsaw Gutsfuck”  | 04:28   |
| 8. | „I Am Thy Labyrinth” | 06:08   |
|    |                      | 38:10   |

## Twórcy
Opracowano na podstawie materiału źródłowego.
- Maniac - wokal
- Blasphemer - gitara elektryczna
- Necrobutcher - gitara basowa
- Hellhammer - perkusja
- Matt Vain - reżyseria